# BeNe Ladies Tour 2015
La 2e édition du BeNe Ladies Tour a lieu du 17 juillet au 19 juillet 2015. La course fait partie du calendrier UCI féminin en catégorie 2.2.
Jolien D'Hoore remporte la première étape en réglant au sprint le groupe d'échappée où elle est accompagnée de sa coéquipière Chloe Hosking, de Floortje Mackaij et d'Elena Cecchini. Le podium final est déjà établi par cette première étape avec Jolien D'Hoore devant Floortje Mackaij et Elena Cecchini. D'Hoore prend également définitivement la tête du classement par points tandis que Mackaij en fait de même avec le classement de la meilleure jeune. La sprinteuse belge gagne le lendemain le contre-la-montre le matin et conforte ainsi sa position de leader.  Elle récidive l'après-midi au sprint cette fois. La dernière étape est remportée par Alison Tetrick.

## Étapes
| Étape     | Date      | Villes étapes                 | type                        | Distance (km) | Vainqueur d'étape | Leader du classement général |
| --------- | --------- | ----------------------------- | --------------------------- | ------------- | ----------------- | ---------------------------- |
| 1re étape | 17 juill. | Philippine – Philippine       | étape de plaine             | 78,1          | Jolien D'Hoore    | Jolien D'Hoore               |
| 2e étape  | 18 juill. | Saint-Laurent – Saint-Laurent | contre-la-montre individuel | 6,3           | Jolien D'Hoore    | Jolien D'Hoore               |
| 3e étape  | 18 juill. | Saint-Laurent – Saint-Laurent | étape de plaine             | 101,3         | Jolien D'Hoore    | Jolien D'Hoore               |
| 4e étape  | 19 juill. | Zelzate – Zelzate             | étape de plaine             | 108,3         | Alison Tetrick    | Jolien D'Hoore               |

## Déroulement de la course

### 1reétape
Jolien D'Hoore remporte la première étape en réglant au sprint le groupe d'échappée où elle est accompagnée de sa coéquipière Chloe Hosking, de Floortje Mackaij et d'Elena Cecchini. Chloe Hosking lance le sprint pour D'Hoore qui l'emporte. Floortje Mackaij est deuxième devant Elena Cecchini.
| \| Classement de l'étape \| Classement de l'étape \| Classement de l'étape \| Classement de l'étape \| Classement de l'étape \| \| Coureuse \| Coureuse \| Pays \| Équipe \| Temps \| \| --------------------- \| --------------------- \| --------------------- \| ------------------------------ \| --------------------- \| \| 1re \| Jolien D'Hoore \| Belgique \| Wiggle Honda \| 1 h 57 min 57 s \| \| 2e \| Floortje Mackaij \| Pays-Bas \| Liv-Plantur \| + 0 s \| \| 3e \| Elena Cecchini \| Italie \| Lotto Soudal Ladies \| + 0 s \| \| 4e \| Chloe Hosking \| Australie \| Wiggle Honda \| + 8 s \| \| 5e \| Lucy van der Haar \| Royaume-Uni \| Liv-Plantur \| + 24 s \| \| 6e \| Ashlynn van Baarle \| Pays-Bas \| Swaboladies.nl \| + 24 s \| \| 7e \| Leah Kirchmann \| Canada \| Optum-Kelly Benefit Strategies \| + 24 s \| \| 8e \| Sara Penton \| Suède \| De Jonge Renner \| + 24 s \| \| 9e \| Marta Bastianelli \| Italie \| Aromitalia Vaiano \| + 24 s \| \| 10e \| Anouk Rijff \| Pays-Bas \| Lotto Soudal Ladies \| + 24 s \| |                    |             |                                |                 |
| |                    |             |                                |                 |
| Source : Cycling Quotient |                    |             |                                |                 |
| Classement de l'étape |                    |             |                                |                 |
| Coureuse | Coureuse           | Pays        | Équipe                         | Temps           |
| 1re | Jolien D'Hoore     | Belgique    | Wiggle Honda                   | 1 h 57 min 57 s |
| 2e | Floortje Mackaij   | Pays-Bas    | Liv-Plantur                    | + 0 s           |
| 3e | Elena Cecchini     | Italie      | Lotto Soudal Ladies            | + 0 s           |
| 4e | Chloe Hosking      | Australie   | Wiggle Honda                   | + 8 s           |
| 5e | Lucy van der Haar  | Royaume-Uni | Liv-Plantur                    | + 24 s          |
| 6e | Ashlynn van Baarle | Pays-Bas    | Swaboladies.nl                 | + 24 s          |
| 7e | Leah Kirchmann     | Canada      | Optum-Kelly Benefit Strategies | + 24 s          |
| 8e | Sara Penton        | Suède       | De Jonge Renner                | + 24 s          |
| 9e | Marta Bastianelli  | Italie      | Aromitalia Vaiano              | + 24 s          |
| 10e | Anouk Rijff        | Pays-Bas    | Lotto Soudal Ladies            | + 24 s          |

| \| Classement général \| Classement général \| Classement général \| Classement général \| Classement général \| \| Coureuse \| Coureuse \| Pays \| Équipe \| Temps \| \| ------------------ \| ------------------ \| ------------------ \| ------------------------------ \| ------------------ \| \| 1re \| Jolien D'Hoore \| Belgique \| Wiggle Honda \| 1 h 57 min 41 s \| \| 2e \| Floortje Mackaij \| Pays-Bas \| Liv-Plantur \| + 8 s \| \| 3e \| Elena Cecchini \| Italie \| Lotto Soudal Ladies \| + 10 s \| \| 4e \| Chloe Hosking \| Australie \| Wiggle Honda \| + 24 s \| \| 5e \| Brianna Walle \| États-Unis \| Optum-Kelly Benefit Strategies \| + 38 s \| \| 6e \| Lucy van der Haar \| Royaume-Uni \| Liv-Plantur \| + 40 s \| \| 7e \| Ashlynn van Baarle \| Pays-Bas \| Swaboladies.nl \| + 40 s \| \| 8e \| Leah Kirchmann \| Canada \| Optum-Kelly Benefit Strategies \| + 40 s \| \| 9e \| Sara Penton \| Suède \| De Jonge Renner \| + 40 s \| \| 10e \| Marta Bastianelli \| Italie \| Aromitalia Vaiano \| + 40 s \| |                    |             |                                |                 |
| |                    |             |                                |                 |
| Source : Cycling Quotient |                    |             |                                |                 |
| Classement général |                    |             |                                |                 |
| Coureuse | Coureuse           | Pays        | Équipe                         | Temps           |
| 1re | Jolien D'Hoore     | Belgique    | Wiggle Honda                   | 1 h 57 min 41 s |
| 2e | Floortje Mackaij   | Pays-Bas    | Liv-Plantur                    | + 8 s           |
| 3e | Elena Cecchini     | Italie      | Lotto Soudal Ladies            | + 10 s          |
| 4e | Chloe Hosking      | Australie   | Wiggle Honda                   | + 24 s          |
| 5e | Brianna Walle      | États-Unis  | Optum-Kelly Benefit Strategies | + 38 s          |
| 6e | Lucy van der Haar  | Royaume-Uni | Liv-Plantur                    | + 40 s          |
| 7e | Ashlynn van Baarle | Pays-Bas    | Swaboladies.nl                 | + 40 s          |
| 8e | Leah Kirchmann     | Canada      | Optum-Kelly Benefit Strategies | + 40 s          |
| 9e | Sara Penton        | Suède       | De Jonge Renner                | + 40 s          |
| 10e | Marta Bastianelli  | Italie      | Aromitalia Vaiano              | + 40 s          |

### 2eétape secteur a
Jolien D'Hoore gagne le contre-la-montre devant sa compatriote Ann-Sophie Duyck.
| \| Classement de l'étape \| Classement de l'étape \| Classement de l'étape \| Classement de l'étape \| Classement de l'étape \| \| Coureuse \| Coureuse \| Pays \| Équipe \| Temps \| \| --------------------- \| ------------------------- \| --------------------- \| -------------------------------- \| --------------------- \| \| 1re \| Jolien D'Hoore \| Belgique \| Wiggle Honda \| 8 min 21 s \| \| 2e \| Ann-Sophie Duyck \| Belgique \| Topsport Vlaanderen-Pro-Duo \| + 2 s \| \| 3e \| Leah Kirchmann \| Canada \| Optum-Kelly Benefit Strategies \| + 5 s \| \| 4e \| Brianna Walle \| États-Unis \| Optum-Kelly Benefit Strategies \| + 7 s \| \| 5e \| Annette Edmondson \| Australie \| Wiggle Honda \| + 10 s \| \| 6e \| Floortje Mackaij \| Pays-Bas \| Liv-Plantur \| + 11 s \| \| 7e \| Camilla Møllebro Pedersen \| Royaume du Danemark \| Danemark \| + 14 s \| \| 8e \| Alison Tetrick \| États-Unis \| Optum-Kelly Benefit Strategies \| + 18 s \| \| 9e \| Minke Slingerland \| Pays-Bas \| De Jonge Renner \| + 19 s \| \| 10e \| Natalie van Gogh \| Pays-Bas \| Parkhotel Valkenburg Continental \| + 19 s \| |                           |                     |                                  |            |
| |                           |                     |                                  |            |
| |                           |                     |                                  |            |
| Classement de l'étape |                           |                     |                                  |            |
| Coureuse | Coureuse                  | Pays                | Équipe                           | Temps      |
| 1re | Jolien D'Hoore            | Belgique            | Wiggle Honda                     | 8 min 21 s |
| 2e | Ann-Sophie Duyck          | Belgique            | Topsport Vlaanderen-Pro-Duo      | + 2 s      |
| 3e | Leah Kirchmann            | Canada              | Optum-Kelly Benefit Strategies   | + 5 s      |
| 4e | Brianna Walle             | États-Unis          | Optum-Kelly Benefit Strategies   | + 7 s      |
| 5e | Annette Edmondson         | Australie           | Wiggle Honda                     | + 10 s     |
| 6e | Floortje Mackaij          | Pays-Bas            | Liv-Plantur                      | + 11 s     |
| 7e | Camilla Møllebro Pedersen | Royaume du Danemark | Danemark                         | + 14 s     |
| 8e | Alison Tetrick            | États-Unis          | Optum-Kelly Benefit Strategies   | + 18 s     |
| 9e | Minke Slingerland         | Pays-Bas            | De Jonge Renner                  | + 19 s     |
| 10e | Natalie van Gogh          | Pays-Bas            | Parkhotel Valkenburg Continental | + 19 s     |

| \| Classement général \| Classement général \| Classement général \| Classement général \| Classement général \| \| Coureuse \| Coureuse \| Pays \| Équipe \| Temps \| \| ------------------ \| ------------------------- \| ------------------- \| ------------------------------ \| ------------------ \| \| 1re \| Jolien D'Hoore \| Belgique \| Wiggle Honda \| 2 h 06 min 02 s \| \| 2e \| Floortje Mackaij \| Pays-Bas \| Liv-Plantur \| + 19 s \| \| 3e \| Elena Cecchini \| Italie \| Lotto Soudal Ladies \| + 37 s \| \| 4e \| Ann-Sophie Duyck \| Belgique \| Topsport Vlaanderen-Pro-Duo \| + 42 s \| \| 5e \| Brianna Walle \| États-Unis \| Optum-Kelly Benefit Strategies \| + 45 s \| \| 6e \| Leah Kirchmann \| Canada \| Optum-Kelly Benefit Strategies \| + 45 s \| \| 7e \| Annette Edmondson \| Australie \| Wiggle Honda \| + 50 s \| \| 8e \| Camilla Møllebro Pedersen \| Royaume du Danemark \| Danemark \| + 54 s \| \| 9e \| Alison Tetrick \| États-Unis \| Optum-Kelly Benefit Strategies \| + 58 s \| \| 10e \| Minke Slingerland \| Pays-Bas \| De Jonge Renner \| + 59 s \| |                           |                     |                                |                 |
| |                           |                     |                                |                 |
| |                           |                     |                                |                 |
| Classement général |                           |                     |                                |                 |
| Coureuse | Coureuse                  | Pays                | Équipe                         | Temps           |
| 1re | Jolien D'Hoore            | Belgique            | Wiggle Honda                   | 2 h 06 min 02 s |
| 2e | Floortje Mackaij          | Pays-Bas            | Liv-Plantur                    | + 19 s          |
| 3e | Elena Cecchini            | Italie              | Lotto Soudal Ladies            | + 37 s          |
| 4e | Ann-Sophie Duyck          | Belgique            | Topsport Vlaanderen-Pro-Duo    | + 42 s          |
| 5e | Brianna Walle             | États-Unis          | Optum-Kelly Benefit Strategies | + 45 s          |
| 6e | Leah Kirchmann            | Canada              | Optum-Kelly Benefit Strategies | + 45 s          |
| 7e | Annette Edmondson         | Australie           | Wiggle Honda                   | + 50 s          |
| 8e | Camilla Møllebro Pedersen | Royaume du Danemark | Danemark                       | + 54 s          |
| 9e | Alison Tetrick            | États-Unis          | Optum-Kelly Benefit Strategies | + 58 s          |
| 10e | Minke Slingerland         | Pays-Bas            | De Jonge Renner                | + 59 s          |

### 2eétape secteur b
L'étape se conclut par un sprint. Jolien D'Hoore confirme sa suprématie en s'imposant.
| \| Classement de l'étape \| Classement de l'étape \| Classement de l'étape \| Classement de l'étape \| Classement de l'étape \| \| Coureuse \| Coureuse \| Pays \| Équipe \| Temps \| \| --------------------- \| ----------------------- \| --------------------- \| --------------------------- \| --------------------- \| \| 1re \| Jolien D'Hoore \| Belgique \| Wiggle Honda \| 2 h 36 min 13 s \| \| 2e \| Floortje Mackaij \| Pays-Bas \| Liv-Plantur \| + 0 s \| \| 3e \| Sara Mustonen \| Suède \| Liv-Plantur \| + 0 s \| \| 4e \| Annelies Dom \| Belgique \| Lensworld-Zannata \| + 0 s \| \| 5e \| Marta Bastianelli \| Italie \| Aromitalia Vaiano \| + 0 s \| \| 6e \| Rasa Leleivytė \| Lituanie \| Aromitalia Vaiano \| + 0 s \| \| 7e \| Lucy van der Haar \| Royaume-Uni \| Liv-Plantur \| + 0 s \| \| 8e \| Kelly Druyts \| Belgique \| Topsport Vlaanderen-Pro-Duo \| + 0 s \| \| 9e \| Eva Buurman \| Pays-Bas \| Jan van Arckel \| + 0 s \| \| 10e \| Marjolein van 't Geloof \| Pays-Bas \| Jan van Arckel \| + 0 s \| |                         |             |                             |                 |
| |                         |             |                             |                 |
| Source : Cycling Quotient |                         |             |                             |                 |
| Classement de l'étape |                         |             |                             |                 |
| Coureuse | Coureuse                | Pays        | Équipe                      | Temps           |
| 1re | Jolien D'Hoore          | Belgique    | Wiggle Honda                | 2 h 36 min 13 s |
| 2e | Floortje Mackaij        | Pays-Bas    | Liv-Plantur                 | + 0 s           |
| 3e | Sara Mustonen           | Suède       | Liv-Plantur                 | + 0 s           |
| 4e | Annelies Dom            | Belgique    | Lensworld-Zannata           | + 0 s           |
| 5e | Marta Bastianelli       | Italie      | Aromitalia Vaiano           | + 0 s           |
| 6e | Rasa Leleivytė          | Lituanie    | Aromitalia Vaiano           | + 0 s           |
| 7e | Lucy van der Haar       | Royaume-Uni | Liv-Plantur                 | + 0 s           |
| 8e | Kelly Druyts            | Belgique    | Topsport Vlaanderen-Pro-Duo | + 0 s           |
| 9e | Eva Buurman             | Pays-Bas    | Jan van Arckel              | + 0 s           |
| 10e | Marjolein van 't Geloof | Pays-Bas    | Jan van Arckel              | + 0 s           |

| \| Classement général \| Classement général \| Classement général \| Classement général \| Classement général \| \| Coureuse \| Coureuse \| Pays \| Équipe \| Temps \| \| ------------------ \| ------------------------- \| ------------------- \| ------------------------------ \| ------------------ \| \| 1re \| Jolien D'Hoore \| Belgique \| Wiggle Honda \| 4 h 42 min 06 s \| \| 2e \| Floortje Mackaij \| Pays-Bas \| Liv-Plantur \| + 22 s \| \| 3e \| Elena Cecchini \| Italie \| Lotto Soudal Ladies \| + 45 s \| \| 4e \| Ann-Sophie Duyck \| Belgique \| Topsport Vlaanderen-Pro-Duo \| + 51 s \| \| 5e \| Brianna Walle \| États-Unis \| Optum-Kelly Benefit Strategies \| + 54 s \| \| 6e \| Leah Kirchmann \| Canada \| Optum-Kelly Benefit Strategies \| + 54 s \| \| 7e \| Annette Edmondson \| Australie \| Wiggle Honda \| + 59 s \| \| 8e \| Camilla Møllebro Pedersen \| Royaume du Danemark \| Danemark \| + 1 min 03 s \| \| 9e \| Alison Tetrick \| États-Unis \| Optum-Kelly Benefit Strategies \| + 1 min 07 s \| \| 10e \| Minke Slingerland \| Pays-Bas \| De Jonge Renner \| + 1 min 08 s \| |                           |                     |                                |                 |
| |                           |                     |                                |                 |
| Source : Cycling Quotient |                           |                     |                                |                 |
| Classement général |                           |                     |                                |                 |
| Coureuse | Coureuse                  | Pays                | Équipe                         | Temps           |
| 1re | Jolien D'Hoore            | Belgique            | Wiggle Honda                   | 4 h 42 min 06 s |
| 2e | Floortje Mackaij          | Pays-Bas            | Liv-Plantur                    | + 22 s          |
| 3e | Elena Cecchini            | Italie              | Lotto Soudal Ladies            | + 45 s          |
| 4e | Ann-Sophie Duyck          | Belgique            | Topsport Vlaanderen-Pro-Duo    | + 51 s          |
| 5e | Brianna Walle             | États-Unis          | Optum-Kelly Benefit Strategies | + 54 s          |
| 6e | Leah Kirchmann            | Canada              | Optum-Kelly Benefit Strategies | + 54 s          |
| 7e | Annette Edmondson         | Australie           | Wiggle Honda                   | + 59 s          |
| 8e | Camilla Møllebro Pedersen | Royaume du Danemark | Danemark                       | + 1 min 03 s    |
| 9e | Alison Tetrick            | États-Unis          | Optum-Kelly Benefit Strategies | + 1 min 07 s    |
| 10e | Minke Slingerland         | Pays-Bas            | De Jonge Renner                | + 1 min 08 s    |

### 3eétape
Alison Tetrick remporte l'étape légèrement détachée.
| \| Classement de l'étape \| Classement de l'étape \| Classement de l'étape \| Classement de l'étape \| Classement de l'étape \| \| Coureuse \| Coureuse \| Pays \| Équipe \| Temps \| \| --------------------- \| ------------------------- \| --------------------- \| -------------------------------- \| --------------------- \| \| 1re \| Alison Tetrick \| États-Unis \| Optum-Kelly Benefit Strategies \| 2 h 56 min 44 s \| \| 2e \| Lucy van der Haar \| Royaume-Uni \| Liv-Plantur \| + 12 s \| \| 3e \| Chloe Hosking \| Australie \| Wiggle Honda \| + 12 s \| \| 4e \| Marta Bastianelli \| Italie \| Aromitalia Vaiano \| + 12 s \| \| 5e \| Monique van de Ree \| Pays-Bas \| De Jonge Renner \| + 12 s \| \| 6e \| Fiona Dutriaux \| France \| Autoglas Wetteren \| + 12 s \| \| 7e \| Sara Mustonen \| Suède \| Suède \| + 12 s \| \| 8e \| Floortje Mackaij \| Pays-Bas \| Liv-Plantur \| + 12 s \| \| 9e \| Chanella Stougje \| Pays-Bas \| Parkhotel Valkenburg Continental \| + 12 s \| \| 10e \| Camilla Møllebro Pedersen \| Royaume du Danemark \| Danemark \| + 12 s \| |                           |                     |                                  |                 |
| |                           |                     |                                  |                 |
| |                           |                     |                                  |                 |
| Classement de l'étape |                           |                     |                                  |                 |
| Coureuse | Coureuse                  | Pays                | Équipe                           | Temps           |
| 1re | Alison Tetrick            | États-Unis          | Optum-Kelly Benefit Strategies   | 2 h 56 min 44 s |
| 2e | Lucy van der Haar         | Royaume-Uni         | Liv-Plantur                      | + 12 s          |
| 3e | Chloe Hosking             | Australie           | Wiggle Honda                     | + 12 s          |
| 4e | Marta Bastianelli         | Italie              | Aromitalia Vaiano                | + 12 s          |
| 5e | Monique van de Ree        | Pays-Bas            | De Jonge Renner                  | + 12 s          |
| 6e | Fiona Dutriaux            | France              | Autoglas Wetteren                | + 12 s          |
| 7e | Sara Mustonen             | Suède               | Suède                            | + 12 s          |
| 8e | Floortje Mackaij          | Pays-Bas            | Liv-Plantur                      | + 12 s          |
| 9e | Chanella Stougje          | Pays-Bas            | Parkhotel Valkenburg Continental | + 12 s          |
| 10e | Camilla Møllebro Pedersen | Royaume du Danemark | Danemark                         | + 12 s          |

## Classements finals

### Classement général final
| \| Classement général \| Classement général \| Classement général \| Classement général \| Classement général \| \| Coureuse \| Coureuse \| Pays \| Équipe \| Temps \| \| ------------------ \| ------------------------- \| ------------------- \| -------------------------------- \| ------------------ \| \| 1re \| Jolien D'Hoore \| Belgique \| Wiggle Honda \| 7 h 39 min 00 s \| \| 2e \| Floortje Mackaij \| Pays-Bas \| Liv-Plantur \| + 23 s \| \| 3e \| Elena Cecchini \| Italie \| Lotto Soudal Ladies \| + 46 s \| \| 4e \| Alison Tetrick \| États-Unis \| Optum-Kelly Benefit Strategies \| + 47 s \| \| 5e \| Brianna Walle \| États-Unis \| Optum-Kelly Benefit Strategies \| + 53 s \| \| 6e \| Ann-Sophie Duyck \| Belgique \| Topsport Vlaanderen-Pro-Duo \| + 53 s \| \| 7e \| Annette Edmondson \| Australie \| Wiggle Honda \| + 1 min 01 s \| \| 8e \| Camilla Møllebro Pedersen \| Royaume du Danemark \| Danemark \| + 1 min 05 s \| \| 9e \| Minke Slingerland \| Pays-Bas \| De Jonge Renner \| + 1 min 10 s \| \| 10e \| Natalie van Gogh \| Pays-Bas \| Parkhotel Valkenburg Continental \| + 1 min 10 s \| |                           |                     |                                  |                 |
| |                           |                     |                                  |                 |
| Sources : ProCyclingStats Cycling Quotient |                           |                     |                                  |                 |
| Classement général |                           |                     |                                  |                 |
| Coureuse | Coureuse                  | Pays                | Équipe                           | Temps           |
| 1re | Jolien D'Hoore            | Belgique            | Wiggle Honda                     | 7 h 39 min 00 s |
| 2e | Floortje Mackaij          | Pays-Bas            | Liv-Plantur                      | + 23 s          |
| 3e | Elena Cecchini            | Italie              | Lotto Soudal Ladies              | + 46 s          |
| 4e | Alison Tetrick            | États-Unis          | Optum-Kelly Benefit Strategies   | + 47 s          |
| 5e | Brianna Walle             | États-Unis          | Optum-Kelly Benefit Strategies   | + 53 s          |
| 6e | Ann-Sophie Duyck          | Belgique            | Topsport Vlaanderen-Pro-Duo      | + 53 s          |
| 7e | Annette Edmondson         | Australie           | Wiggle Honda                     | + 1 min 01 s    |
| 8e | Camilla Møllebro Pedersen | Royaume du Danemark | Danemark                         | + 1 min 05 s    |
| 9e | Minke Slingerland         | Pays-Bas            | De Jonge Renner                  | + 1 min 10 s    |
| 10e | Natalie van Gogh          | Pays-Bas            | Parkhotel Valkenburg Continental | + 1 min 10 s    |

### Barème des points UCI
| Position,          | 1er | 2e | 3e | 4e | 5e | 6e | 7e | 8e | 9e | 10e |
| Classement général | 40  | 30 | 16 | 12 | 10 | 8  | 6  | 3  | 2  | 1   |
| Par étape          | 8   | 5  | 3  | 1  |    |    |    |    |    |     |
| Leader, par étape  | 2   |    |    |    |    |    |    |    |    |     |

### Classements annexes

#### Classement par points
| Classement par points | Classement par points | Classement par points | Classement par points | Classement par points |
| --------------------- | --------------------- | --------------------- | --------------------- | --------------------- |
|                       | Coureur               | Pays                  | Équipe                | Point(s)              |
| 1er                   | Jolien D'Hoore        | Belgique              | Wiggle Honda          | 68 points             |
| 2e                    | Floortje Mackaij      | Pays-Bas              | Liv-Plantur           | 39 pts                |
| 3e                    | Lucy Garner           | Royaume-Uni           | Wiggle Honda          | 27 pts                |
| modifier              |                       |                       |                       |                       |

#### Classement de la meilleure jeune
| Classement de la meilleure jeune | Classement de la meilleure jeune | Classement de la meilleure jeune | Classement de la meilleure jeune | Classement de la meilleure jeune |
|                                  | Coureur                          | Pays                             | Équipe                           | Temps                            |
| -------------------------------- | -------------------------------- | -------------------------------- | -------------------------------- | -------------------------------- |
| 1er                              | Floortje Mackaij                 | Pays-Bas                         | Liv-Plantur                      | en 7 h 39 min 23 s               |
| 2e                               | Anouk Rijff                      | Belgique                         | Lotto Soudal                     | +49 s                            |
| 3e                               | Annie Ewart                      | Canada                           | Optum-Kelly Benefit Strategies   | +50 s                            |
| modifier                         |                                  |                                  |                                  |                                  |

## Évolution des classements
| Étape              | Vainqueur          | Classement général | Classement par points | Classement de la meilleure jeune |
| ------------------ | ------------------ | ------------------ | --------------------- | -------------------------------- |
| 1                  | Jolien D'Hoore     | Jolien D'Hoore     | Jolien D'Hoore        | Floortje Mackaij                 |
| 2a                 | Jolien D'Hoore     | Jolien D'Hoore     | Jolien D'Hoore        | Floortje Mackaij                 |
| 2b                 | Jolien D'Hoore     | Jolien D'Hoore     | Jolien D'Hoore        | Floortje Mackaij                 |
| 3                  | Alison Tetrick     | Jolien D'Hoore     | Jolien D'Hoore        | Floortje Mackaij                 |
| Classements finals | Classements finals | Jolien D'Hoore     | Jolien D'Hoore        | Floortje Mackaij                 |

## Partenaires
La chaine de télévision locale AVS et Stories sont partenaires du maillot bleu. La loterie nationale belge Lotto parraine le classement par points. Enfin, le classement de la meilleure jeune est parrainé par la province de Flandre-Orientale.